# 内田風雲堂
株式会社内田風雲堂（うちだふううんどう）は、徳島県美馬市脇町大字脇町に本社を置いていた医薬品・衛生材料を卸す企業。
現在はメディセオ・パルタックホールディングスグループの一社「よんやく」である。

## 概要
- 本社：〒779-3610 徳島県美馬郡脇町大字脇町179
- 会社設立：1919年（大正8年）
- 資本金：50万円
- 代表取締役社長：内田聖二

## 沿革
- 1919年（大正8年） - 内田聖二により美馬郡脇町南町の内田家本店から分家し、「内田風雲堂薬局」を開設し医薬品の卸、小売業を創業。
- 1919年（大正8年） - 武田長兵衛商店（現・武田薬品）を始め有力な取引メーカーと契約する。
- 1951年（昭和26年）1月 - 資本金50万円で「株式会社内田風雲堂」を設立。
- 1965年（昭和40年）4月 - ビザン薬品(株)と「(有)谷口薬局」卸部門と合併し「サンエイ薬品(株)」として発足。昭和40年4月「内田風雲堂」は、小売・調剤専門店となる。

## 主な取引メーカー
- 山之内製薬
- 大日本製薬
- 田辺製薬
- 中外製薬
- 藤沢薬品

## 営業所
徳島県
- 徳島市